# Acronicta percolens
Acronicta percolens là một loài bướm đêm trong họ Noctuidae.